# Sovereign Dancer
Sovereign Dancer, född 24 januari 1975, död 25 december 1993, var ett engelskt fullblod, mest känd för att ha blivit en viktig avelshingst efter sin tävlingskarriär.

## Karriär
Sovereign Dancer var en brun hingst efter Northern Dancer och under Bold Princess (efter Bold Ruler). Han föddes upp av Ogden Mills Phipps och ägdes av Alec Head. Han tränades under tävlingskarriären i Frankrike av Criquette Head-Maarek.
Sovereign Dancer tävlade mellan 1978 och 1979 och sprang under sin tävlingskarriär in 50 487 dollar på 14 starter, varav 2 segrar, 4 andraplatser och 1 tredjeplats.
Sovereign Dancer började att tävla i USA, där han endast gjorde fyra starter, men såldes vid fyra års ålder till Alec Heads Haras du Quesnay nära Deauville i regionen Basse-Normandie i Frankrike där han kom att tränas av Criquette Head-Maarek. Sovereign Dancer vann sin debut i Frankrike i april 1979 på Maisons-Laffitte. Hans bästa resultat i en åldersviktslöpning var en andraplats i grupp 3-löpet Grand Prix de Vichy.

### Som avelshingst
Sovereign Dancer avslutade sin tävlingskarriär efter säsongen 1979, och återvände till USA för att stallas upp som avelshingst. Han blev en mycket framgångsrik avelshingst, och fick flera nämnvärda avkommor.
| Häst            | Noterbara segrar/utmärkelser            |
| --------------- | --------------------------------------- |
| Gate Dancer     | Preakness Stakes                        |
| Itsallgreektome | American Champion Male Turf Horse       |
| Priolo          | Vinnare av tre grupp 1-löp i Frankrike  |
| Louis Quatorze  | Preakness Stakes                        |
| Double Orphan   | Champion Older Male Horse i Puerto Rico |
| Moment of Glory | Champion Stayer i Indien                |